# Gidi Markuszower
Gideon (Gidi) Markuszower (Tel Aviv (Israël), 27 oktober 1977) is een Israëlisch-Nederlandse ondernemer en politicus namens de Partij voor de Vrijheid. Sinds 2017 is hij lid van de Tweede Kamer. Van 2015 tot 2017 was hij lid van de Eerste Kamer.

## Biografie
Markuszower volgde van 1990 tot 1996 vwo aan het Maimonides-college in Amsterdam. Na het behalen van zijn diploma studeerde hij in Israël aan een jesjiva van hogeschoolniveau en internationale betrekkingen aan de Hebreeuwse Universiteit van Jeruzalem. Daarna studeerde hij Nederlands recht. Zijn propedeuse behaalde hij aan de Vrije Universiteit  Amsterdam, zijn doctoraal in 2004 aan de Universiteit van Amsterdam.
Markuszower was jarenlang actief bij vele vrijwilligersorganisaties waaronder de Stichting Bij Leven en Welzijn, de organisatie die verantwoordelijk is voor de beveiliging van de Joodse scholen, synagogen en andere Joodse instellingen.
Markuszower was voor zijn Kamerlidmaatschap ondernemer en lid van de Raad van Bestuur van de VAT IT Groep, een bedrijf dat multinationals helpt bij het terughalen van btw. Als Kamerlid bleef hij betrokken bij de organisatie, waar hij voor zijn nevenwerkzaamheden duizend euro per maand verdiende.
Hij was tussen 1999 en 2005 bestuurslid en woordvoerder voor Likoed Nederland, de zustervereniging van de conservatief-nationalistische partij in Israël. Vervolgens was hij politiek adviseur van Tweede Kamerlid Anton van Schijndel (VVD, in 2006 afgesplitst) tot 1 december 2006.
Als PVV-kandidaat-Kamerlid trok hij zich in 2010 als nummer vijf van de kandidatenlijst terug toen CDA-minister Ernst Hirsch Ballin partijleider Geert Wilders waarschuwde dat Markuszower een "risico voor de integriteit" van Nederland zou zijn. Markuszower zou volgens de AIVD informatie hebben overgedragen aan een buitenlandse mogendheid en contact hebben gehad met een buitenlandse inlichtingendienst. Naar alle waarschijnlijkheid ging het hierbij om Israël en de Mossad. Markuszower heeft deze aantijgingen altijd stellig ontkend. 
Markuszower werd in 2008 door de politie aangehouden voor het dragen van een vuurwapen bij een viering van het zestigjarig bestaan van Israël. Hoewel hij een wapenvergunning had, had hij deze niet mogen vervoeren. De zaak werd uiteindelijk geseponeerd.
In de kerkenraad van de Nederlands-Israëlitische Hoofdsynagoge, waar Markuszower een prominent lid van was, diende Markuszower in 2010 een motie in om leden uit de gemeenschap te verbannen, als zij achter het Goldstone-rapport stonden, dat Israël beschuldigde van oorlogsmisdaden in Gaza. In de mail waarin hij de motie aankondigde waarschuwde hij voor "joodse verraders in ons midden", en noemde hij hen "verklikkers".

### Politieke carrière
Bij de Eerste Kamerverkiezingen van 2015 werd Markuszower, die op de vijfde plaats van de kandidatenlijst van de PVV stond, gekozen als lid van de Eerste Kamer. Hij werd geïnstalleerd op 9 juni 2015. Hij was daar voorzitter van de vaste commissie voor Immigratie en Asiel en JBZ-zaken.
Bij de Tweede Kamerverkiezingen van 2017 werd Markuszower, die op de vierde plaats van de kandidatenlijst van de PVV stond, gekozen als lid van de Tweede Kamer. In verband hiermee trad hij op 21 maart 2017 af als lid van de Eerste Kamer.
In november 2017 riep Markuszower op om als burger naast Tweede Kamerleden en gemeenteraadsleden te kiezen ook rechters te benoemen. Op 14 december 2017 ontnam Kamervoorzitter Khadija Arib hem het woord toen hij minister Ferdinand Grapperhaus op het matje wilde roepen naar aanleiding van de aanval van de Palestijnse Saleh Ali op het Joodse restaurant HaCarmel in Amsterdam en diens vrijlating daags na de aanval. In 2018 nam Markuszower van Wilders de medeverdediging over van een initiatiefwetsvoorstel over administratieve detentie in het belang van de nationale veiligheid. De andere verdedigers zijn Machiel de Graaf en Sietse Fritsma.
In een commissiedebat over antisemitisme stelde Markuszower in 2020 dat de Joodse diaspora aan "Stockholmsyndroom" zou lijden en een "hele slechte politieke antenne" heeft ontwikkeld, waardoor zij "altijd op die partijen stemmen die hun eigen ondergang faciliteren". Hij beschuldigde het kabinet van het "dagelijks importeren" van Jodenhaat door "massa-immigratie", en George Soros van het zijn van een "zelfhatende Jood".
In 2021 noemde Markuszower het migratiebeleid "één grote misdaad tegen het Nederlandse volk" waarvoor verantwoordelijke politici "voor een tribunaal gedaagd moeten worden". Een jaar later vergeleek hij asielzoekers met "beesten" en "hyena's", en zei hij dat asielzoekers die van een misdaad verdacht worden geen mensen zouden zijn. Markuszower stelde later in datzelfde debat dat "de gewone Nederlander een vreemde in eigen land" en "vervangen" wordt.
In 2024 liet hij zich uit over het aantal Oekraïense vluchtelingen in Nederland. "Het is best te begrijpen dat mensen uit Oekraïne hiernaartoe willen komen, want ze betalen hier geen huur, geen gas, geen water en licht."
Tijdens de kabinetsformatie lekte Markuszower in mei 2024 een onderhandelingsdocument uit, een incident dat partijleider Wilders beschreef als een "domme fout".
In juni 2024 berichtten verschillende media dat Markuszower beoogd vice-premier en bewindspersoon van het nieuw op te richten ministerie van Asiel en Migratie zou zijn. Op 13 juni bevestigde Wilders echter dat zijn kandidatuur terug werd getrokken door de "inhoud van de naslag", die bij alle kandidaat-bewindspersonen werd gedaan door de AIVD. Volgens demissionair minister Hugo de Jonge werd Markuszower gezien als "risico voor de integriteit van het landsbestuur". Marjolein Faber werd de minister van Asiel en Migratie.

## Persoonlijk
Markuszower is een telg uit een Joodse familie die vele bestuursfuncties binnen de Joodse gemeenschap bekleedde. Zijn vader was jarenlang voorzitter van Joods Bijzonder Onderwijs en zijn broer voorzitter van het Nieuw Israëlietisch Weekblad. Markuszower heeft familie in Israël en bezoekt het land vaak. Hij spreekt vloeiend Hebreeuws.
Markuszower zelf zette zich ook in voor de Joodse gemeenschap in Nederland. Hij was bestuurlijk betrokken bij de Joodse Gemeente Amsterdam (NIHS), Bij Leven en Welzijn, lid van het Centraal Joods Overleg, bestuurder van Joodse jeugdverenigingen en penningmeester van het Nederlands-Israëlitisch Kerkgenootschap. In de periode van conflicten tussen onder meer NIK, NIHS en IPOR werd hij, nadat er eerder rond zijn persoon meerdere affaires waren, in 2018 gedwongen op te stappen als bestuurslid.